# Юпитер (посёлок)
Юпи́тер — поселок в Комаричском районе Брянской области, входит в состав Усожского сельского поселения.

## География
Находится в юго-восточной части Брянской области на расстоянии приблизительно 20 км на юг-юго-запад по прямой от районного центра поселка Комаричи.

## История
Упоминается с 1920-х годов. В 1926 году было учтено 30 хозяйств. На карте 1941 года был отмечен как поселение с 38 дворами.

## Население
| 2010 | 2013 |
| ---- | ---- |
| 7    | →7   |

Численность населения: 171 человек в 1926 году, 19 человек (русские 89 %) в 2002 году, 7 человек в 2010 году и в 2013 годах.